# Melanodera
Melanodera es un género de aves paseriforme perteneciente a la familia Thraupidae que agrupa a dos especies nativas de América del Sur, donde se distribuyen en las islas Malvinas y desde el suroeste de Argentina y el centro de Chile hasta el cabo de Hornos; anteriormente era situada en la familia Emberizidae. Las especies de este género son conocidas por el nombre común de yales.

## Etimología
El nombre genérico femenino Melanodera tiene origen en el nombre específico melanodera que se compone de las palabras del griego «melas»: negro, y «dera» pescuezo.

## Características
Las dos aves de este género son tráupidos medianos, miden entre 15 y 16,5 cm de longitud, los machos de patrón facial atractivo, de garganta negra y color predominante amarillo y gris, y las hembras pardo amarillentas y estriadas. Son escasos y raros y por lo general se encuentran en áreas abiertas del lejano sur, en costas marinas, lomadas, o zonas andinas, pedregosas, con pastizales o dunas.

## Lista de especies
Según las clasificaciones del Congreso Ornitológico Internacional (IOC) y Clements Checklist v.2019, el género agrupa a las siguientes especies con el respectivo nombre popular de acuerdo con la Sociedad Española de Ornitología (SEO):
| Imagen | Nombre científico       | Autor                     | Nombre común     | EC (*) |
| ------ | ----------------------- | ------------------------- | ---------------- | ------ |
|        | Melanodera melanodera   | (Quoy & Gaimard, 1824)    | yal cejiblanco   | LC     |
|        | Melanodera xanthogramma | (Gould & G.R. Gray, 1839) | yal cejiamarillo | LC     |

(*) Estado de conservación

## Taxonomía
Tradicionalmente colocado en la familia Emberizidae, este género fue transferido para Thraupidae con base en diversos estudios genéticos, citando Burns et al. 2002, 2003; Klicka et al. 2007 y Campagna et al. 2011. La Propuesta N° 512 al Comité de Clasificación de Sudamérica (SACC) de noviembre de 2011, aprobó la transferencia de diversos géneros (entre los cuales Melanodera) de Emberizidae para Thraupidae.
Los datos presentados por los amplios estudios filogenéticos recientes de Burns et al. (2014) y Barker et al. (2015) demostraron que el presente género es pariente próximo de Rowettia, el par formado por ambos es próximo de Nesospiza, y que este clado es próximo a Phrygilus, en una gran subfamilia Diglossinae.